# Simaethistidae
Simaethistidae — семейство чешуекрылых, которое включает в себя два рода, чья биология и родственные связи не изучены.
К нему относятся австралийский род Metaprotus с 2 видами и род Simaethistis с 2 видами из Китая и Индии.